# Chaunoproctus cancellatus
Chaunoproctus cancellatus är en kvalsterart som beskrevs av Pearce 1906. Chaunoproctus cancellatus ingår i släktet Chaunoproctus och familjen Caloppiidae. Inga underarter finns listade i Catalogue of Life.